# Elliptio
Elliptio är ett släkte av musslor. Elliptio ingår i familjen målarmusslor.
Släktet Elliptio indelas i:
- Elliptio ahenea
- Elliptio angustata
- Elliptio arca
- Elliptio arctata
- Elliptio beadleiana
- Elliptio buckleyi
- Elliptio chipolaensis
- Elliptio cistellaeformis
- Elliptio complanata
- Elliptio congaraea
- Elliptio crassidens
- Elliptio dariensis
- Elliptio dilatata
- Elliptio downiei
- Elliptio errans
- Elliptio fisheriana
- Elliptio folliculata
- Elliptio fraterna
- Elliptio hepatica
- Elliptio hopetonensis
- Elliptio icterina
- Elliptio jayensis
- Elliptio judithae
- Elliptio lanceolata
- Elliptio lugubris
- Elliptio macmichaeli
- Elliptio marsupiobesa
- Elliptio mcmichaeli
- Elliptio monichaeli
- Elliptio monroensis
- Elliptio nigella
- Elliptio producta
- Elliptio raveneli
- Elliptio roanokensis
- Elliptio shepardiana
- Elliptio spinosa
- Elliptio steinstansana
- Elliptio waccamawensis
- Elliptio waltoni

## Bildgalleri

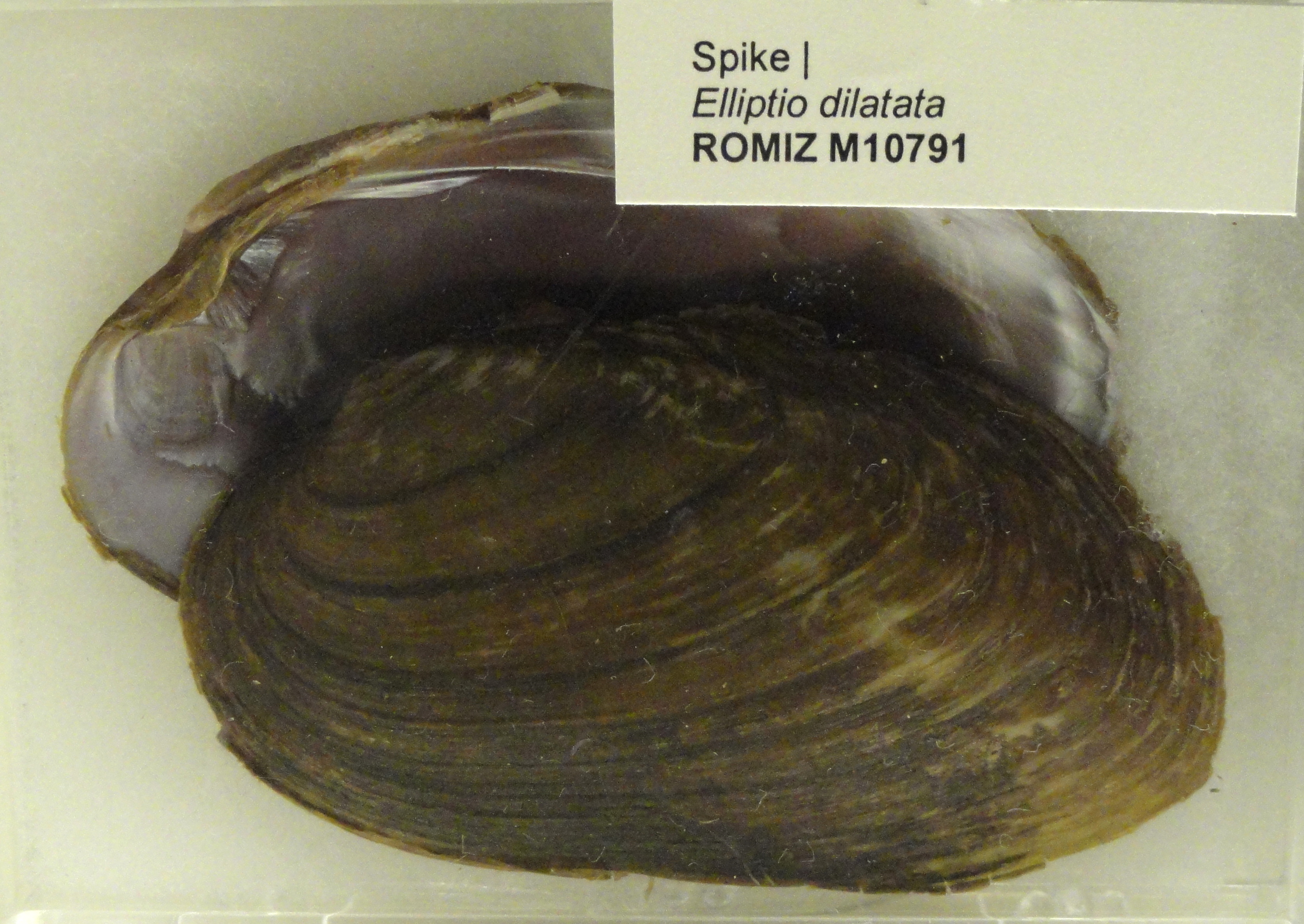
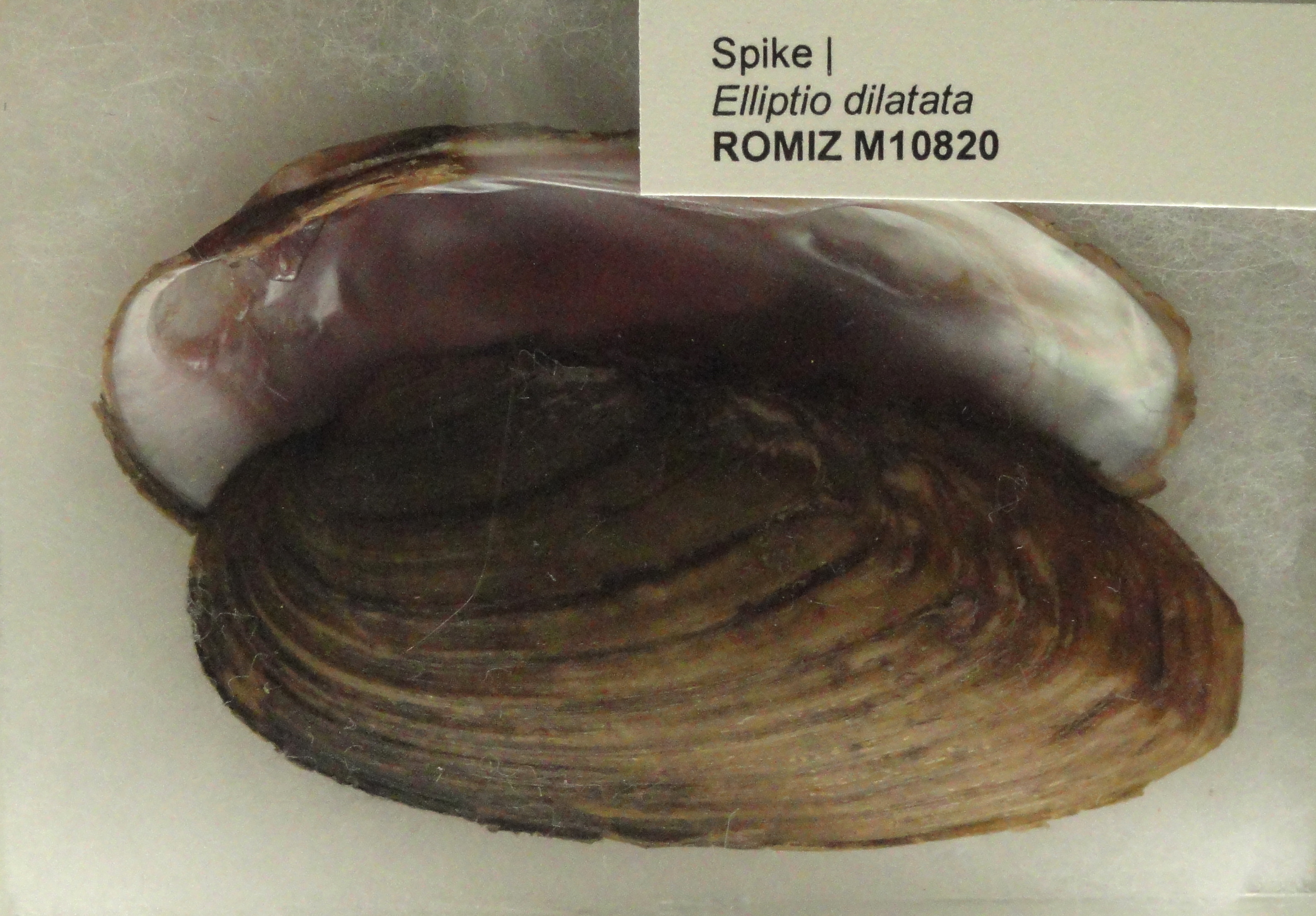
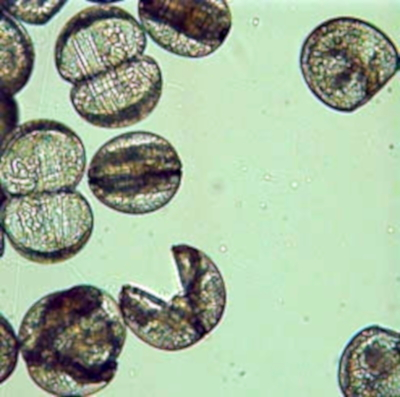
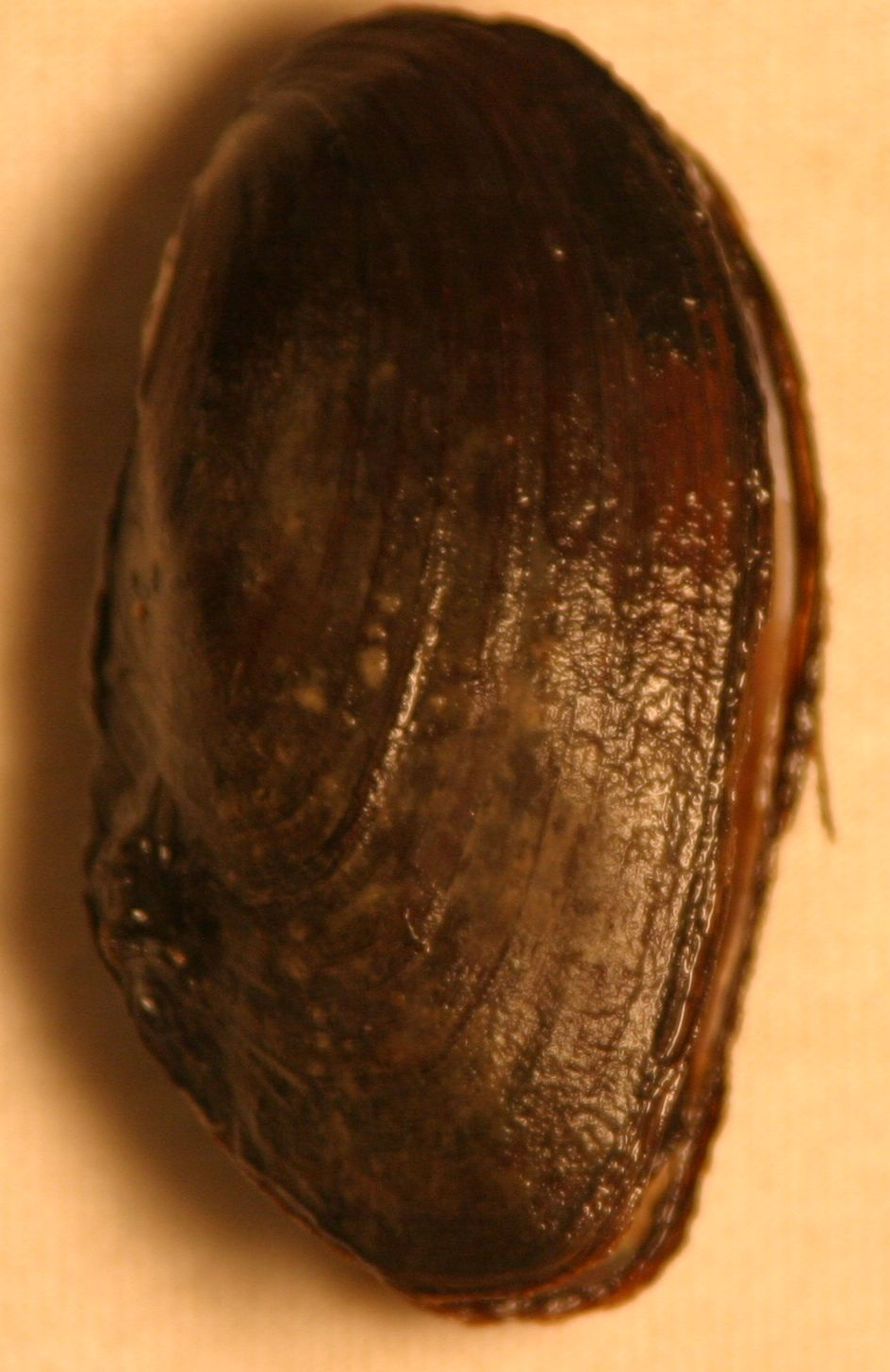
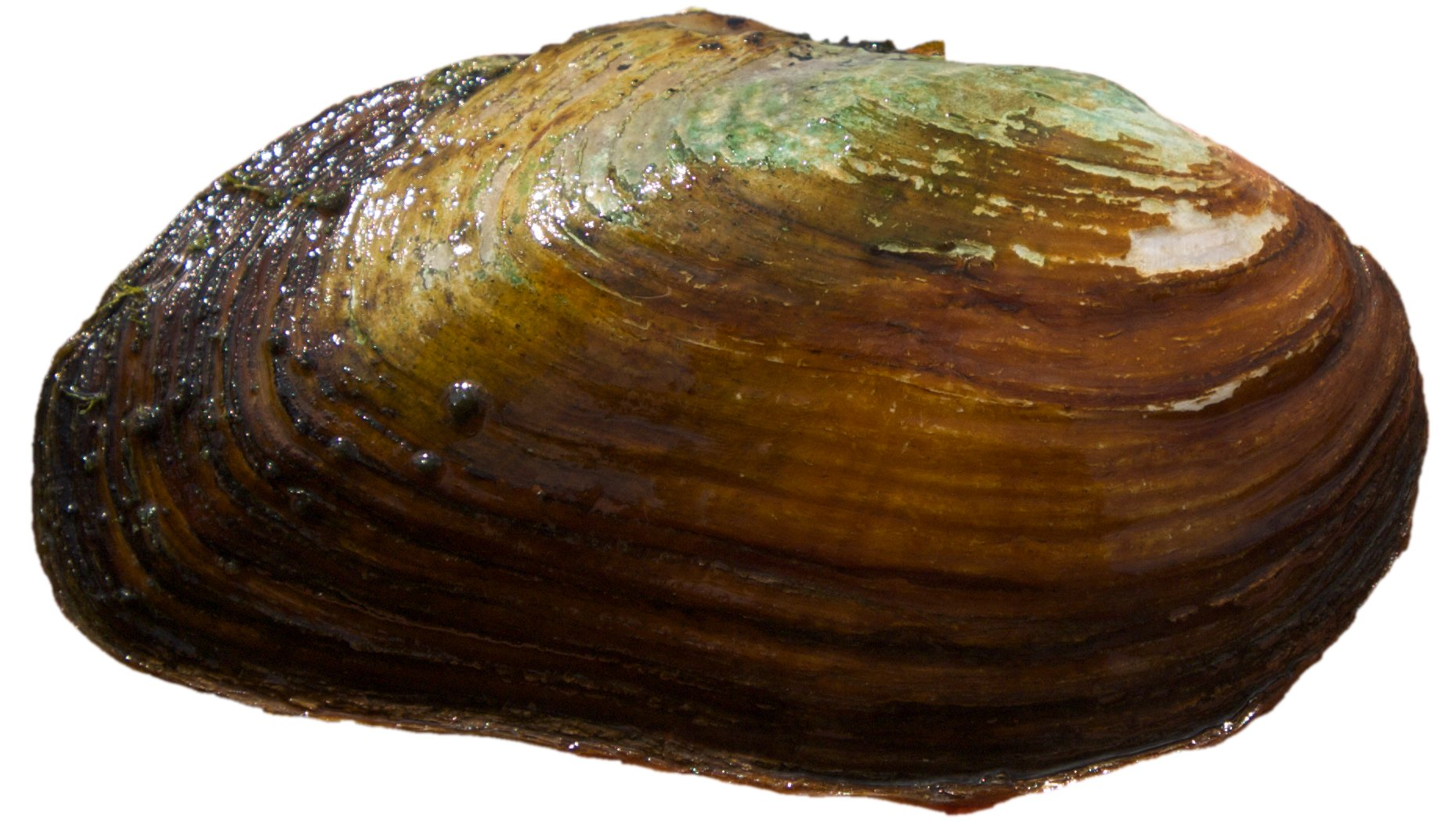
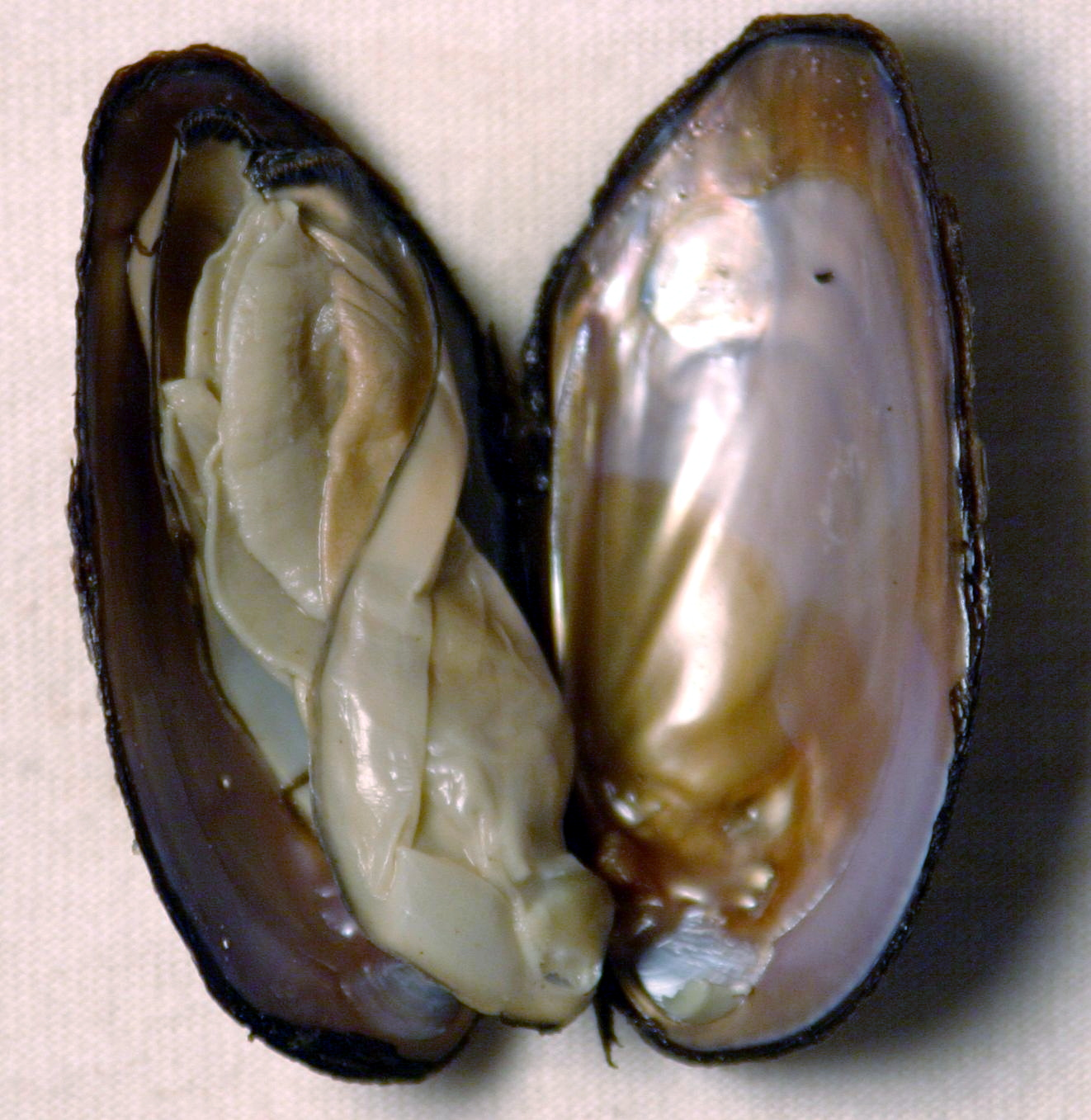